# Yougoslavisme

Drapeau yougoslave, symbole yougoslaviste.

Drapeau de la république fédérative socialiste de Yougoslavie. Après son éclatement dans les années 1990, ce drapeau reste un symbole yougoslave populaire et très répandu.

Le yougoslavisme (serbo-croate : Jugoslavizam / Југославизам, slovène : Jugoslavizem) désigne un mouvement panslaviste associé aux Slaves du Sud, à Ljudevit Gaj et, après l'échec de l'austroslavisme, à la Yougoslavie. Le yougoslavisme visait l'union politique des Slaves du Sud en un seul État fédéral associant des territoires anciennement austro-hongrois (actuelles Slovénie, Bosnie-Herzégovine, Croatie et Voïvodine), le Monténégro, la Serbie (qui comprenait, en 1914, le Kosovo et la Macédoine du Nord) et, dans les versions les plus larges, la Bulgarie. Le yougoslavisme est devenu une puissante force politique au cours de la Première Guerre mondiale, dont le prétexte fut l'assassinat de l'archiduc François-Ferdinand d'Autriche par Gavrilo Princip, suivi par l'invasion de la Serbie par l'Autriche-Hongrie. Pendant la guerre, le « Comité Yougoslave » composé de Slaves du Sud émigrés de l'Autriche-Hongrie (dont douze Croates, trois Serbes et un Slovène), a soutenu la Serbie et a garanti la création d'un état Yougoslave. Le 1er décembre 1918, le roi Pierre Ier de Serbie a proclamé le royaume des Serbes, Croates et Slovènes, appelé royaume de Yougoslavie en 1929.

## Arrière-plan
Après 1878, des nationalistes croates et serbes ont fusionné leurs objectifs en un mouvement appelé yougoslavisme (de yougo, Sud, et slaves) opposé aux visées de l'Autriche-Hongrie. Les nationalistes slovènes tels que Anton Korošec ont également approuvé l'unification Yougoslave au cours de la Première Guerre mondiale, en la voyant comme un moyen de libérer la Slovénie de la domination Austro-hongroise.
Le Yougoslavisme a également bénéficié du soutien d'une partie des Bulgares, et plus particulièrement d'Alexandre Stamboliyski. Cependant, les Bulgares nationalistes se sont sentis trahis par l'annexion serbe, en 1913, d'un territoire bulgarophone durant la deuxième guerre balkanique : la Macédoine du Vardar. En conséquence, le gouvernement bulgare a rejeté une unification yougoslave autour de la Serbie, puis a pris les armes contre la Serbie pendant la Première Guerre mondiale aux côtés des empires centraux, afin de récupérer la Macédoine du Vardar. Le coup d'état Bulgare de 1934 a brièvement porté les Bulgares pro-Yougoslaves au pouvoir : ils ont déclaré leur intention de former immédiatement une alliance avec la France et de mener la Bulgarie à faire partie d'une Yougoslavie intégrale, mais ce but n'a pas été atteint.

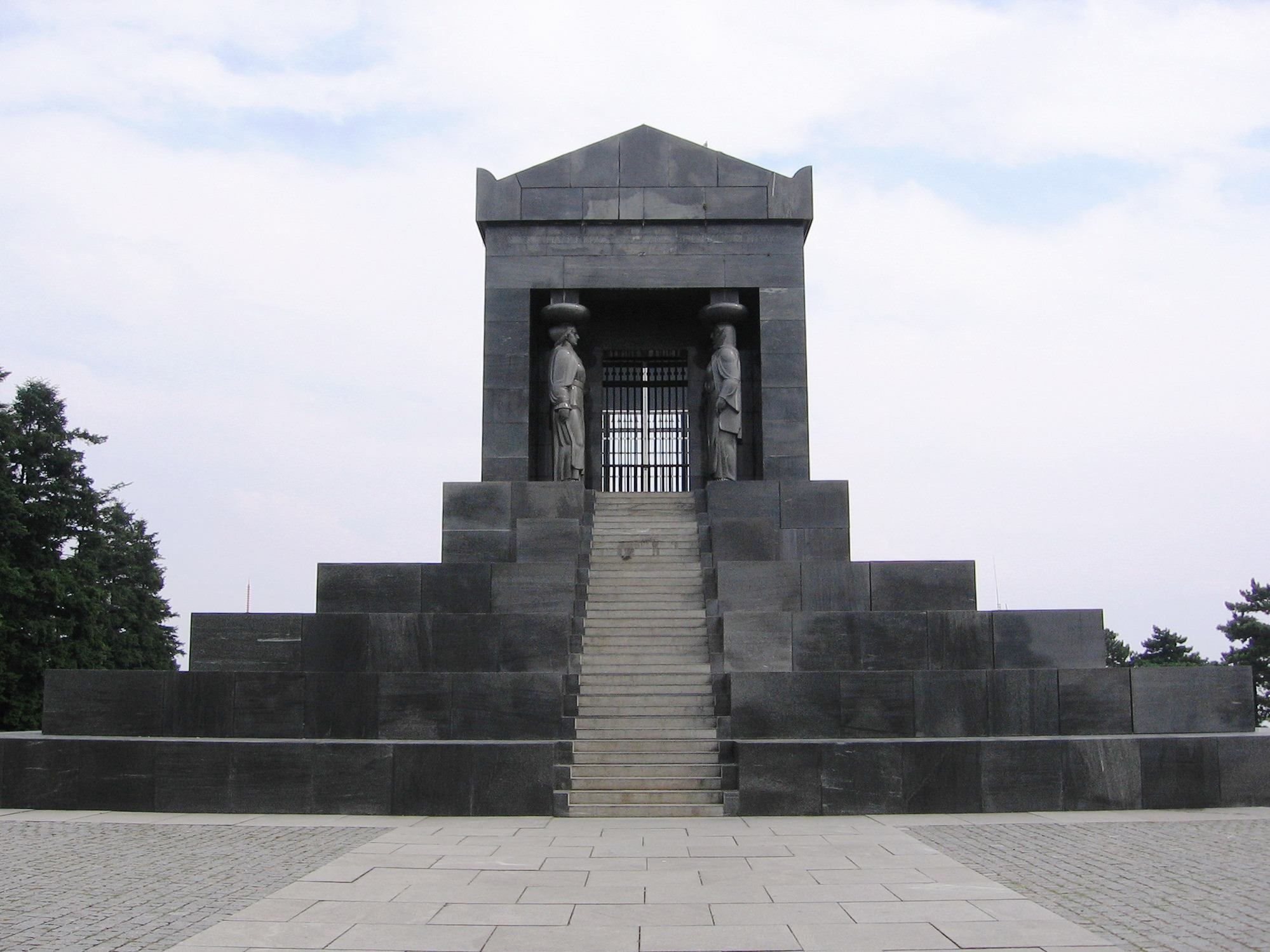
Monument au « héros inconnu » sur le mont Avala, près de Belgrade, consacré aux Yougoslaves morts pendant les guerres balkaniques et la Première Guerre mondiale, conçu par le sculpteur croate Ivan Meštrović.

Le yougoslavisme affirme que les divisions et les conflits entre les peuples Slaves du Sud sont le résultat de la « balkanisation » voulue par les puissances ouest- et centre-Européennes depuis le congrès de Berlin en jouant notamment sur les divisions religieuses (les langues slaves méridionales, elles, forment un continuum linguistique). C'est pourquoi l'identité nationale yougoslave propagée par l'état yougoslave unitaire entre les deux guerres mondiales (jugoslovenska nacija ou "nation Yougoslave") ne prenait pas en compte les confessions religieuses, contrairement au communisme fédéraliste de Josip Broz Tito (qui alla jusqu'à reconnaître une musulmanska nacija ou "nation musulmane").

## Sources et bibliographie
- Lenard J. Cohen, Broken bonds : Yugoslavia's disintegration and Balkan politics in transition, Cambridge, England, UK; Malden, Massachusetts, USA, Westview Press, 1995, 386 p. (ISBN 0-8133-2477-7)
- Dejan Djokić, Yugoslavism : Histories of a Failed Idea, 1918-1992, C. Hurst & Co. Publishers, 2003, 356 p. (ISBN 978-1-85065-663-0, lire en ligne)
- Alex N. Dragnich, The prénom Yugoslavia : Search for a Viable Political System, Hoover Press, 1983, 182 p. (ISBN 978-0-8179-7843-3, lire en ligne)
- Dejan Jović, Yugoslavia : A State that Withered Away, Purdue University Press, 2009, 419 p. (ISBN 978-1-55753-495-8, lire en ligne)
- (en) Alexander J. Motyl, Encyclopedia of Nationalism, Volume II, New York/London, Academic Press, 2001, 605 p. (ISBN 0-12-227230-7)
- Sekulic, D., Massey, G. and Hodson, R., 1994. Who were the Yugoslavs? Failed sources of a common identity in the former Yugoslavia. American Sociological Review, pp.83-97.
- (en) Christian Axboe Nielsen, Making Yugoslavs : identity in King Aleksandar's Yugoslavia, Toronto (Ont.)/Buffalo (N.Y.)/London (GB), University of Toronto Press, 2014, 388 p. (ISBN 978-1-4426-2750-5, lire en ligne)
- Sabrina P. Ramet, The Three Yugoslavias : State-building and Legitimation, 1918-2005, Indiana University Press, 2006, 817 p. (ISBN 0-253-34656-8, lire en ligne)
- (en) Pieter Troch, Nationalism and Yugoslavia : education, Yugoslavism and the Balkans before World War II, Londres, I.B. Tauris, 2015, 319 p. (ISBN 978-0-85773-768-7, lire en ligne)
- Andrew Wachtel, Making a Nation, Breaking a Nation : Literature and Cultural Politics in Yugoslavia, Stanford University Press, 1998, 302 p. (ISBN 978-0-8047-3181-2, lire en ligne)